# Australië op de Olympische Zomerspelen 1960
Australië nam deel aan de Olympische Zomerspelen 1960 in Rome, Italië. Op de vorige Spelen was Australië gastheer. Het won dit keer 13 medailles minder waaronder vijf gouden.

## Medailles
| Sport        | Olympiër                                                  | Discipline            | Medaille |
| ------------ | --------------------------------------------------------- | --------------------- | -------- |
| Atletiek     | Herb Elliott                                              | 1500m (m)             | Goud     |
| Paardensport | Lawrence Morgan                                           | individueel           | Goud     |
| Paardensport | Neale Lavis Lawrence Morgan Bill Roycroft                 | team                  | Goud     |
| Zwemmen      | John Devitt                                               | 100m vrije slag (m)   | Goud     |
| Zwemmen      | Murray Rose                                               | 400m vrije slag (m)   | Goud     |
| Zwemmen      | John Konrads                                              | 1500m vrije slag (m)  | Goud     |
| Zwemmen      | David Theile                                              | 100m rugslag (m)      | Goud     |
| Zwemmen      | Dawn Fraser                                               | 100m vrije slag (v)   | Goud     |
|              |                                                           |                       |          |
| Atletiek     | Noel Freeman                                              | 20km snelwandelen (m) | Zilver   |
| Atletiek     | Brenda Jones                                              | 800m (v)              | Zilver   |
| Paardensport | Neale Lavis                                               | individueel           | Zilver   |
| Zwemmen      | Murray Rose                                               | 1500m vrije slag (m)  | Zilver   |
| Zwemmen      | Neville Hayes                                             | 200m vlinderslag (m)  | Zilver   |
| Zwemmen      | Terry Gathercole Neville Hayes Geoff Shipton David Theile | 4x100m wisselslag (m) | Zilver   |
| Zwemmen      | Alva Colquhoun Lorraine Crapp Dawn Fraser Ilsa Konrads    | 4x100m vrije slag (v) | Zilver   |
| Zwemmen      | Jan Andrew Dawn Fraser Rosemary Lassig Marilyn Wilson     | 4x100m wisselslag (v) | Zilver   |
|              |                                                           |                       |          |
| Atletiek     | Dave Power                                                | 10000m (m)            | Brons    |
| Boksen       | Oliver Taylor                                             | -54kg (m)             | Brons    |
| Boksen       | Tony Madigan                                              | -81kg (m)             | Brons    |
| Zwemmen      | John Konrads                                              | 400m vrije slag (m)   | Brons    |
| Zwemmen      | John Devitt David Dickson John Konrads Murray Rose        | 4x200m vrije slag (m) | Brons    |
| Zwemmen      | Jan Andrew                                                | 100m vlinderslag (v)  | Brons    |

## Deelnemers en resultaten

### Atletiek
| Olympiër                                              | Discipline             | Resultaat | Prestatie                                                                         |
| ----------------------------------------------------- | ---------------------- | --------- | --------------------------------------------------------------------------------- |
| Dennis Tipping                                        | 100m (m)               | 48e       | serie 2: 6e in 11,2                                                               |
| Dennis Tipping                                        | 200m (m)               | 52e       | serie 12: 5e in 22,9                                                              |
| Kevan Gosper                                          | 400m (m)               | 11e       | serie 4: 2e in 47,1 kwartfinale 2: 2e in 46,5 halve finale 1: 6e in 47,1          |
| Tony Blue                                             | 800m (m)               | 8e        | serie 4: 1e in 1.50,82 kwartfinale 3: 3e in 1.50,05 halve finale 1: 5e in 1.47,97 |
| Herb Elliott                                          | 1500m (m)              | Goud      | serie 1: 1e in 3.41,50 finale: 1e in 3.35,6 (WR)                                  |
| Merv Lincoln                                          | 1500m (m)              | 19e       | serie 3: 7e in 3.47,18                                                            |
| Albie Thomas                                          | 1500m (m)              | 17e       | serie 2: 5e in 3.46,95                                                            |
| Allan Lawrence                                        | 5000m (m)              | 15e       | serie 2: 4e in 14.10,71                                                           |
| Dave Power                                            | 5000m (m)              | 5e        | serie 4: 1e in 14.03,31 finale: 5e in 13.52,38                                    |
| Albie Thomas                                          | 5000m (m)              | 11e       | serie 3: 3e in 14.06,27 finale: 11e in 14.20,88                                   |
| Allan Lawrence                                        | 10000m (m)             | DNF       | niet gefinisht                                                                    |
| Dave Power                                            | 10000m (m)             | Brons     | 28.37,65                                                                          |
| John Chittick                                         | 110m horden (m)        | 25e       | serie 2: 5de in 14,86                                                             |
| Allan Lawrence                                        | marathon (m)           | 54e       | 2:38.46,0                                                                         |
| Ian Sinfield                                          | marathon (m)           | 43e       | 2:34.16,0                                                                         |
| Ronald Crawford                                       | 20km snelwandelen (m)  | 11e       | 1:39.16,2                                                                         |
| Noel Freeman                                          | 20km snelwandelen (m)  | Zilver    | 1:34.16,4                                                                         |
| Ronald Crawford                                       | 50km snelwandelen (m)  | DSQ       | gediskwalificeerd                                                                 |
| Noel Freeman                                          | 50km snelwandelen (m)  | DSQ       | gediskwalificeerd                                                                 |
| John Baguley                                          | verspringen (m)        | 36e       | kwalificatie: 36e met 6,96m                                                       |
| Bevyn Baker                                           | verspringen (m)        | 45e       | kwalificatie: 45e met 6,43m                                                       |
| Ian Tomlinson                                         | verspringen (m)        | 33e       | kwalificatie: 33e met 7,03m                                                       |
| John Baguley                                          | hink-stap-springen (m) | 13e       | kwalificatie: 14e met 15,56m finale: 13e met 15,22m                               |
| Ian Tomlinson                                         | hink-stap-springen (m) | 9e        | kwalificatie: 4e met 15,89m finale: 9e met 15,71m                                 |
| Chilla Porter                                         | hoogspringen (m)       | 27e       | kwalificatie: 27e met 1,95m                                                       |
| Warwick Selvey                                        | kogelstoten (m)        | 15e       | kwalificatie: 14e met 16,81m finale: 15e met 16,18m                               |
| Warwick Selvey                                        | discuswerpen (m)       | 21e       | kwalificatie: 22e met 52,07m finale: 21e met 49,34m                               |
|                                                       |                        |           |                                                                                   |
| Betty Cuthbert                                        | 100m (v)               | 13e       | serie 4: 2e in 12,21 kwartfinale 4: 4e in 12,18                                   |
| Pat Duggan                                            | 100m (v)               | 16e       | serie 2: 1e in 12,18 kwartfinale 2: 4e in 12,32                                   |
| Marlene Mathews-Willard                               | 100m (v)               | 10e       | serie 3: 2e in 12,10 kwartfinale 1: 3e in 12,25 halve finale 2: 6e in 12,05       |
| Norma Croker-Fleming                                  | 200m (v)               | 7e        | serie 3: 2e in 24,35 halve finale 1: 4e in 24,44                                  |
| Pat Duggan                                            | 200m (v)               | 19e       | serie 1: 4e in 24,80                                                              |
| Brenda Jones                                          | 800m (v)               | Zilver    | serie 1: 2e in 2.11,14 finale: 2e in 2.04,58                                      |
| Dixie Willis                                          | 800m (v)               | DNF       | serie 4: 1e in 2.06,03 (OR) finale: niet gefinisht                                |
| Gloria Cooke-Wigney                                   | 80m horden (v)         | 24e       | serie 5: 4e in 11,89                                                              |
| Norma Thrower                                         | 80m horden (v)         | 10e       | serie 2: 2e in 11,54 halve finale 1: 5e in 11,44                                  |
| Norma Croker Pat Duggan Marlene Mathews Norma Thrower | 4x100m (v)             | DSQ       | serie 2: gediskwalificeerd                                                        |
| Norma Croker                                          | verspringen (v)        | 15e       | kwalificatie: 18e met 5,80m finale: 15e met 5,82m                                 |
| Helen Frith                                           | verspringen (v)        | 17e       | kwalificatie: 8e met 5,98m finale: 17e met 5,62m                                  |
| Sylvia Mitchell                                       | verspringen (v)        | 23e       | kwalificatie: 23e met 5,60m                                                       |
| Helen Frith                                           | hoogspringen (v)       | 6e        | kwalificatie: 13e met 1,65m finale: 6e met 1,65m                                  |
| Anna Wojtaszek                                        | kogelslingeren (v)     | 6e        | kwalificatie: 8e met 49,20m finale: 6e met 51,15m                                 |

### Boksen
| Olympiër         | Discipline  | Resultaat | Prestatie |
| ---------------- | ----------- | --------- | --- |
| Rocky Gattellari | -51kg (m)   | 9e        | voorronde: vrij 1e ronde: W van MAR Belghiti: 5-0 2e ronde: V van HUN Török: 2-3                                                                          |
| Oliver Taylor    | -54kg (m)   | Brons     | voorronde: vrij 1e ronde: W van MAR Bouazza: 5-0 2e ronde: W van ROU Puiu: 3-2 kwartfinale: W van ESP Carbajo: 4-1 halve finale: V van ITA Zamparini: 0-5 |
| Danny Males      | -57kg (m)   | 17e       | 1e ronde: V van CHI Díaz: 0-5 |
| Sid Prior        | -60kg (m)   | 33e       | voorronde: V van RSA Steyn: 0-5 |
| Gerald Freeman   | -63,5kg (m) | 17e       | voorronde: vrij 1e ronde: V van NZL J. Van Staden: 0-5 |
| Desmond Duquid   | -67kg (m)   | 9e        | voorronde: vrij 1e ronde: W van CEY Weerakoon: 5-0 2e ronde: V van RSA Loubscher: 0-5                                                                     |
| John Bukowski    | -71kg (m)   | 5e        | 1e ronde: vrij 2e ronde: W van RSA Schutte: 4-1 kwartfinale: V van URS Lagoetin: knock-out                                                                |
| Taffy Davies     | -75kg (m)   | 9e        | 1e ronde: W van DEN Mikkelsen: 3-2 2e ronde: V van POL Walasek: 0-5                                                                                       |
| Tony Madigan     | -81kg (m)   | Brons     | 1e ronde: vrij 2e ronde: W van SWE Norling: 5-0 kwartfinale: W van ROU Negrea: knock-out halve finale: V van USA Clay: 0-5                                |
| Ronald Taylor    | +81kg (m)   | 9e        | 1e ronde: vrij 2e ronde: V van USA Price: knock-out |

### Gewichtheffen
| Olympiër       | Discipline  | Resultaat | Prestatie                                                                           |
| -------------- | ----------- | --------- | ----------------------------------------------------------------------------------- |
| Alan Oshyer    | -60kg (m)   | DNF       | duwen: geen geldige poging trekken: 15e met 92,5kg                                  |
| Neville Pery   | -67,5kg (m) | DNF       | duwen: 2e met 117,5kg trekken: geen geldige poging                                  |
| Donald Bayley  | -75kg (m)   | DNF       | duwen: geen geldige poging                                                          |
| Daryl Cohen    | -75kg (m)   | 17e       | duwen: 22e met 100kg trekken: 17e met 102,5kg stoten: 16e met 135kg totaal: 337,5kg |
| Manny Santos   | -90kg (m)   | DNF       | duwen: 8e met 132,5kg trekken: geen geldige poging                                  |
| Arthur Shannos | +90kg (m)   | 9e        | duwen: 12e met 137,5kg trkken: 11e met 125kg stoten: 5e met 172,5kg totaal: 435kg   |
| Cornel Wilczek | +90kg (m)   | 11e       | duwen: 12e met 137,5kg trkken: 8e met 127,5kg stoten: 11e met 165kg totaal: 430kg   |

### Hockey
| Olympiër | Discipline | Resultaat | Prestatie |
| --- | ---------- | --------- | --- |
| Errol Bill Kevin Meredith Carton Michael Craig Mervyn Crossman Donald Currie Raymond Evans Louis Henry Hailey John McBryde Eric Robert Pearce Gordon Charles Pearce Julian Pearce Phillip Pritchard William Spackman Barry Malcolm Graham Wood | mannen     | 6e        | groepsfase: 2e V van Pakistan: 3-0 W van Japan: 8-1 G tegen Polen: 1-1 barrage: W van Polen: 2-0 kwartfinale: V van India: 0-1 5-8e plek: W van Kenia: 2-1 5-6e plek: V van Nieuw-Zeeland: 0-1 |

| Groep B |           |             |             |             |             |            |            |            |        |
| #       | Land      | Wedstrijden | Wedstrijden | Wedstrijden | Wedstrijden | Doelpunten | Doelpunten | Doelpunten | Punten |
| #       | Land      | G           | W           | G           | V           | V          | T          | Saldo      | Punten |
| 1       | Pakistan  | 3           | 3           | 0           | 0           | 21         | 0          | +21        | 6      |
| 2       | Australië | 3           | 1           | 1           | 1           | 9          | 5          | +4         | 3      |
| 3       | Polen     | 3           | 1           | 1           | 1           | 3          | 10         | -7         | 3      |
| 4       | Japan     | 3           | 0           | 0           | 3           | 2          | 20         | -18        | 0      |

| Ronde        | Datum | Plaats        | Land | Score     | Land |
| ------------ | ----- | ------------- | ---- | --------- | ---- |
| Groepsfase   |       |               |      |           |      |
| 26 augustus  | Rome  | Pakistan      | 3-0  | Australië |      |
| 30 augustus  | Rome  | Australië     | 8-1  | Japan     |      |
| 1 september  | Rome  | Australië     | 1-1  | Polen     |      |
| Barrage      |       |               |      |           |      |
| 3 september  | Rome  | Australië     | 2-0  | Polen     |      |
| Kwartfinale  |       |               |      |           |      |
| 5 september  | Rome  | India         | 1-0  | Australië |      |
| 5-8e plek    |       |               |      |           |      |
| 10 september | Rome  | Australië     | 2-1  | Kenia     |      |
| 5-6e plek    |       |               |      |           |      |
| 11 september | Rome  | Nieuw-Zeeland | 1-0  | Australië |      |

### Kanovaren
| Olympiër                                               | Discipline     | Resultaat | Prestatie                                                                        |
| ------------------------------------------------------ | -------------- | --------- | -------------------------------------------------------------------------------- |
| Adrian Powell                                          | C-1 1000m (m)  | 10e       | serie 1: 6e in 5.00,54 herkansingen: 2e in 4.55,24 halve finale 2: 4e in 4.59,81 |
| Adrian Powell                                          | K-1 1000m (m)  | 12e       | serie 2: 2e in 4.06,27 halve finale 1: 4e in 4.08,05                             |
| Phil Coles Dennis Green Allan Livingstone Barry Stuart | K-1 4x500m (m) | 10e       | serie 3: 5e in 8.17,52 herkansingen: 2e in 8.13,22 halve finale 3: 3e in 8.09,02 |
| Dennis Green Barry Stuart                              | K-2 1000m (m)  | 17e       | serie 1: 5e in 3.46,71 herkansingen: 1e in 3.51,24 halve finale 3: 6e in 3.55,22 |
|                                                        |                |           |                                                                                  |
| Heidi Sager                                            | K-1 500m (v)   | 10e       | serie 2: 6e in 2.19,75 herkansingen: 2e in 2.15,27 halve finale 2: 4e in 2.18,45 |
| Cynthia Nicholas Heidi Sager                           | K-2 500m (v)   | 10e       | serie 1: 6e in 2.12,20 herkansingen: 4e in 2.14,11                               |

### Moderne vijfkamp
| Olympiër                                 | Discipline | Resultaat | Prestatie |
| ---------------------------------------- | ---------- | --------- | --- |
| Hugh Doherty                             | mannen     | 34e       | paardrijden: 39e met 958 punten schermen: 43e met 517 punten schietsport: 16e met 840 punten zwemmen: 28e met 875 punten atletiek: 34e met 907 punten atletiek: 4097 punten |
| Peter Macken                             | mannen     | 46e       | paardrijden: 35e met 976 punten schermen: 43e met 517 punten schietsport: 52e met 440 punten zwemmen: 32e met 855 punten atletiek: 20e met 1048 punten totaal: 3836 punten  |
| Neville Sayers                           | mannen     | 31e       | paardrijden: 29e met 1024 punten schermen: 34e met 632 punten schietsport: 24e met 820 punten zwemmen: 53e met 615 punten atletiek: 13e met 1114 punten totaal: 4205 punten |
| Hugh Doherty Peter Macken Neville Sayers | team (m)   | 14e       | 11912 punten |

### Paardensport
| Olympiër                                  | Discipline  | Resultaat | Prestatie |
| Eventing                                  | Eventing    | Eventing  | Eventing |
| ----------------------------------------- | ----------- | --------- | --- |
| Brian Crago                               | individueel | DNF       | dressuur: 38e met 132,51 strafpunten crosscountry: 2e met 128,00 punten springconcours: niet gestart                                        |
| Neale Lavis                               | individueel | Zilver    | dressuur: 29e met 124,5 strafpunten crosscountry: 3e met 108,00 punten springconcours: 1e met 0 strafpunten totaal: 16,50 strafpunten       |
| Lawrence Morgan                           | individueel | Goud      | dressuur: 18e met 106 strafpunten crosscountry: 1e met 128,40 punten springconcours: 21e met 15,25 strafpunten totaal: 7,15 punten          |
| Bill Roycroft                             | individueel | 11e       | dressuur: 21e met 114,51 strafpunten crosscountry: 16e met 4,32 strafpunten springconcours: 1e met 0 strafpunten totaal: 118,83 strafpunten |
| Neale Lavis Lawrence Morgan Bill Roycroft | team        | Goud      | 128,18 strafpunten |

### Roeien
| Olympiër | Discipline      | Resultaat | Prestatie                                                                                              |
| --- | --------------- | --------- | --- |
| Ian Tutty Kevyn Webb | dubbel-twee (m) | 15e       | serie 1: 6e in 7.16,41 herkansingen: 5e in 7.12,37                                                     |
| Terence Davies John Hunt | twee-zonder (m) | 11e       | serie 3: 4e in 7.51,88 herkansingen: 2e in 7.24,22 halve finale 1: 5e in 7.50,59                       |
| Paul Guest Walter Howell Ian Johnston                                                                                              | twee-met (m)    | 10e       | serie 3: 4e in 7.49,06 herkansingen: 4e in 7.47,82                                                     |
| Mick Allen Max Annett John Hudson Lionel Robberds Peter Waddington                                                                 | vier-met (m)    | 5e        | serie 1: 2e in 6.47,23 herkansingen: 2e in 6.47,31 halve finale 1: 2e in 7.05,04 finale: 5e in 6.45,80 |
| Alexander Cunningham Berry Durston Milton Francis Maxwell Gamble Geoffrey Hale John Ledder Roger Ninham John Rosser Terrence Scook | acht (m)        | 10e       | serie 1: 2e in 6.16,94 herkansingen: 4e in 6.31,15                                                     |

### Schermen
| Olympiër                                                            | Discipline      | Resultaat | Prestatie |
| ------------------------------------------------------------------- | --------------- | --------- | --- |
| Keith Hackshall                                                     | degen (m)       | 72e       | 1e ronde groep 12: 6e V van FRA Mouyal: 1-5 V van HUN Gábor: 1-5 W van SWE Abrahamsson: 5-4 V van MEX Almada: 4-5 W van BEL Van Den Driessche: 5-3 V van IRL Kearney: 4-5                       |
| John Simpson                                                        | degen (m)       | 74e       | 1e ronde groep 6: 7e V van URS Habārovs: 2-5 V van POL Kurczab: 2-5 V van SUI Amez-Droz: 3-5 V van LUX Schiel: 1-5 V van MAR Harchi: 0-5                                                        |
| Richard Stone                                                       | degen (m)       | 59e       | 1e ronde groep 11: 5e V van FRA Dreyfus: 6-7 V van LIB Osman: 3-5 W van GBR Hoskyns: 5-3 V van LUX Theisen: 3-5 W van SUI Steiniger: 6-5 W van ESP Cabrera: 5-2 barrage: V van GBR Hoskyns: 3-5 |
| Keith Hackshall John Humphreys Ivan Lund John Simpson Richard Stone | degen team (m)  | 15e       | 1e ronde groep 6: 3e V van Zweden: 5-11 V van Duits eenheidsteam: 3-13 |
| Ivan Lund                                                           | floret (m)      | 59e       | 1e ronde groep 11: 5e met 1 overwinning |
| Brian McCowage                                                      | floret (m)      | 34e       | 1e ronde groep 8: 3e met 4 overwinningen 2e ronde groep 4: 6e met 0 overwinningen |
| Michael Sichel                                                      | floret (m)      | 62e       | 1e ronde groep 2: 6e met 2 overwinningen |
| Brian McCowage David McKenzie Zoltan Okalyi Michael Sichel          | floret team (m) | 15e       | 1e ronde groep 1: 3e V van Frankrijk: 3-11 V van Luxemburg: 6-10 |
| Keith Hackshall                                                     | sabel (m)       | 58e       | 1e ronde groep 10: 5e V van HUN Kárpáti: 1-5 V van AUT Resch: 0-5 V van BEL Van Der Auwera: 4-5 V van POR Rodrigues: 4-5                                                                        |
| Michael Sichel                                                      | sabel (m)       | 38e       | 1e ronde groep 2: 4e V van ITA Calarese: 2-5 V van URS Asatiani: 3-5 V van AUT Ulrich: 3-5 W van MAR Sebti: 5-3                                                                                 |
|                                                                     |                 |           | |
| Kate Baxter                                                         | floret (v)      | 53e       | 1e ronde groep 8: 6e V van NED Botbijl: 1-4 V van GBR Sheen: 1-4 V van FRA Veronnet: 0-4 V van YUG Jeftimijades: 1-4 V van LUX Rossini: 2-4                                                     |
| Johanna Winter                                                      | floret (v)      | 55e       | 1e ronde groep 3: 6e V van AUT Ebert: 1-4 V van ITA Colombetti: 2-4 V van SWE Lagerwall: 0-4 V van EUA Weiss: 1-4 V van BEL Wallet: 0-4 W van VEN Santini: 4-2                                  |

### Schietsport
| Olympiër        | Discipline                  | Resultaat | Prestatie                                                                                             |
| --------------- | --------------------------- | --------- | --- |
| Norman Rule     | 50m geweer 3 houdingen (m)  | 34e       | kwalificatie groep A: 14e met 549 punten (192-188-169) finale: 45e met 1095 punten (386-366-366)      |
| Don Tolhurst    | 50m geweer 3 houdingen (m)  | 31e       | kwalificatie groep B: 22e met 540 punten (194-187-159) finale: 27e met 1113 punten (388-376-349)      |
| John Holt       | 300m geweer 3 houdingen (m) | 34e       | kwalificatie groep B: 17e met 505 punten (180-176-149) finale: 34e met 1030 punten (372-347-311)      |
| Don Tolhurst    | 300m geweer 3 houdingen (m) | 31e       | kwalificatie groep A: 14e met 533 punten (162-182-189) finale: 31e met 1049 punten (380-353-317)      |
| Norman Rule     | 50m geweer liggend (m)      | 34e       | kwalificatie groep A: 24e met 382 punten (93-96-96-97) finale: 47e met 569 punten (92-94-95-94-95-99) |
| Don Tolhurst    | 50m geweer liggend (m)      | 31e       | kwalificatie groep B: 16e met 383 punten (97-95-97-94) finale: 38e met 574 punten (94-93-99-94-96-98) |
| Rodney Johnson  | 50m pistool (m)             | 32e       | kwalificatie groep A: 27e met 329 punten (87-73-83-86) finale: 32e met 527 punten (87-93-91-84-84-88) |
| John Tremelling | 50m pistool (m)             | 21e       | kwalificatie groep B: 17e met 344 punten (84-88-88-84) finale: 21e met 534 punten (92-89-92-85-89-87) |
| Michael Papps   | 25m snelvuurpistool (m)     | 31e       | 569 punten: (286-283)                                                                                 |
| Neville Sayers  | 25m snelvuurpistool (m)     | 43e       | 552 punten: (275-277)                                                                                 |

### Schoonspringen
| Olympiër       | Discipline    | Resultaat | Prestatie                                                                              |
| -------------- | ------------- | --------- | -------------------------------------------------------------------------------------- |
| Kenneth Crotty | 3m plank (m)  | 27e       | voorronde: 27e met 43,40 punten                                                        |
| Graham Deuble  | 3m plank (m)  | 16e       | voorronde: 16e met 51,48m halve finale: 15e met 37,78 punten totaal: 89,26 punten      |
| Barry Holmes   | 10m toren (m) | 27e       | voorronde: 27e met 40,24 punten                                                        |
|                |               |           |                                                                                        |
| Susan Knight   | 3m plank (v)  | 12e       | voorronde: 14e met 46,19 punten halve finale: 8e met 37,06 punten totaal: 83,25 punten |
| Susan Knight   | 10m toren (v) | 18e       | voorronde: 18e met 43,03 punten                                                        |

### Turnen
| Olympiër        | Discipline                 | Resultaat | Prestatie     |
| --------------- | -------------------------- | --------- | ------------- |
| Graham Bond     | vloer (m)                  | 118e      | 16,20 punten  |
| Benjamin de Roo | vloer (m)                  | 104e      | 16,75 punten  |
| Graham Bond     | sprong (m)                 | 125e      | 14,65 punten  |
| Benjamin de Roo | sprong (m)                 | 116e      | 16,35 punten  |
| Graham Bond     | paard voltige (m)          | 118e      | 14,00 punten  |
| Benjamin de Roo | paard voltige (m)          | 117e      | 14,15 punten  |
| Graham Bond     | ringen (m)                 | 102e      | 17,10 punten  |
| Benjamin de Roo | ringen (m)                 | 106e      | 16,85 punten  |
| Graham Bond     | ringen (m)                 | 102e      | 17,10 punten  |
| Benjamin de Roo | ringen (m)                 | 106e      | 16,85 punten  |
| Graham Bond     | brug (m)                   | 115e      | 15,45 punten  |
| Benjamin de Roo | brug (m)                   | 105e      | 16,50 punten  |
| Graham Bond     | rekstok (m)                | 65e       | 18,05 punten  |
| Benjamin de Roo | rekstok (m)                | 110e      | 15,65 punten  |
| Graham Bond     | meerkamp individueel (m)   | 115e      | 95,45 punten  |
| Benjamin de Roo | meerkamp individueel (m)   | 113e      | 96,25 punten  |
|                 |                            |           |               |
| Kaye Breadsell  | vloer (v)                  | 89e       | 17,133 punten |
| Valerie Roberts | vloer (v)                  | 92e       | 16,999 punten |
| Kaye Breadsell  | sprong (v)                 | 117e      | 14,299 punten |
| Valerie Roberts | sprong (v)                 | 120e      | 13,800 punten |
| Kaye Breadsell  | brug ongelijke leggers (v) | 82e       | 17,233 punten |
| Valerie Roberts | brug ongelijke leggers (v) | 118e      | 12,200 punten |
| Kaye Breadsell  | balk (v)                   | 102e      | 15,166 punten |
| Valerie Roberts | balk (v)                   | 99e       | 15,299 punten |
| Kaye Breadsell  | meerkamp individueel (v)   | 100e      | 63,831 punten |
| Valerie Roberts | meerkamp individueel (v)   | 111e      | 58,298 punten |

### Waterpolo
| Olympiër | Discipline | Resultaat | Prestatie                                                                         |
| --- | ---------- | --------- | --------------------------------------------------------------------------------- |
| Allan Charleston Des Clark Tom Hoad John O'Brien Ted Pierce Graeme Sherman Dick Thornett Keith Whitehead Keith Wiegard Michael Withers | mannen     | 15e       | groepsfase: 4e V van Zuid-Afrika: 2-3 V van Nederland: 3-5 V van Joegoslavië: 2-6 |

| Groep A |             |             |             |             |             |        |        |        |        |
| #       | Land        | Wedstrijden | Wedstrijden | Wedstrijden | Wedstrijden | Punten | Punten | Punten | Punten |
| #       | Land        | G           | W           | G           | V           | V      | T      | Saldo  | Punten |
| 1       | Joegoslavië | 3           | 3           | 0           | 0           | 15     | 4      | +11    | 6      |
| 2       | Nederland   | 3           | 1           | 1           | 1           | 9      | 8      | +1     | 3      |
| 3       | Zuid-Afrika | 3           | 1           | 1           | 1           | 7      | 12     | -5     | 3      |
| 4       | Australië   | 3           | 0           | 0           | 3           | 7      | 14     | -7     | 0      |

| Ronde       | Datum | Plaats      | Land | Score     | Land |
| ----------- | ----- | ----------- | ---- | --------- | ---- |
| Groepsfase  |       |             |      |           |      |
| 25 augustus | Rome  | Zuid-Afrika | 3-2  | Australië |      |
| 26 augustus | Rome  | Nederland   | 5-3  | Australië |      |
| 29 augustus | Rome  | Joegoslavië | 6-2  | Australië |      |

### Wielersport
| Olympiër                                                | Discipline               | Resultaat | Prestatie |
| Baan                                                    | Baan                     | Baan      | Baan |
| ------------------------------------------------------- | ------------------------ | --------- | --- |
| Ron Baensch                                             | sprint (m)               | 4e        | 1e ronde: 1e in 11,7 2e ronde: 2e 2e ronde herkansingen: 1e in 12,1 finale herkansingen: W van SUI Rechsteiner in 11,6 halve finale: V van ITA Gaiadoni: 0-2 bronzen finale: V van ITA Gasparella: 0-2 |
| Ian Chapman                                             | tijdrit (m)              | 5e        | 1.09,55 |
| Ian Browne Geoff Smith                                  | tandem (m)               | 9e        | 1e ronde: V van Duits eenheidsteam 1e ronde herkansingen: W van Mexico in 11,2 1e ronde finale herkansingen: V van Nederland                                                                           |
| Frank Brazier Garry Jones Warren Scarfe Robert Whetters | ploegenachtervolging (m) | 9e        | 1e ronde: V van Tsjecho-Slowakije |
| Weg                                                     |                          |           | |
| Frank Brazier                                           | wegwedstrijd (m)         | 43e       | 4:21.58 |
| Alan Grindal                                            | wegwedstrijd (m)         | 67e       | 4:31.12 |
| Garry Jones                                             | wegwedstrijd (m)         | DNF       | niet gefinisht |
| Robert Whetters                                         | wegwedstrijd (m)         | DNF       | niet gefinisht |
| Frank Brazier Garry Jones Warren Scarfe Robert Whetters | ploegentijdrit (m)       | 21e       | 2:29.43,54 |

### Worstelen
| Olympiër         | Discipline  | Resultaat   | Prestatie                                                                                                 |
| Vrije stijl      | Vrije stijl | Vrije stijl | Vrije stijl                                                                                               |
| ---------------- | ----------- | ----------- | --- |
| Dieter Gröning   | -52kg (m)   | 12e         | 1e ronde: V van IRI Seifpour 2e ronde: V van EUA Neff                                                     |
| Geoffrey Jameson | -57kg (m)   | 16e         | 1e ronde: V van BUL Zalev 2e ronde: V van POL Trojanowski                                                 |
| Samuel Parker    | -62kg (m)   | 24e         | 1e ronde: V van AUT Marte: punten                                                                         |
| Nick Stamulus    | -67kg (m)   | 20e         | 1e ronde: V van TUR Şahinkaya 2e ronde: V van PAK Ashraf-Din: punten                                      |
| Robert Clark     | -73kg (m)   | 21e         | 1e ronde: V van SUI Bruggmann 2e ronde: V van CAN Boese                                                   |
| Ronald Hunt      | -79kg (m)   | 17e         | 1e ronde: V van JPN Nagai 2e ronde: V van HUN Hollósi                                                     |
| Patrick Parsons  | -87kg (m)   | 15e         | 1e ronde: V van JPN Kawano: punten 2e ronde: V van IRI Reza Takhti                                        |
| Ray Mitchell     | +87kg (m)   | 13e         | 1e ronde: V van EUA Dietrich 2e ronde: V van HUN Reznák                                                   |
| Grieks-Romeins   |             |             | |
| Don Cacas        | -62kg (m)   | 24e         | 1e ronde: V van ROU Șulț 2e ronde: V van IRQ Hamil Mansour                                                |
| Nick Stamulus    | -67kg (m)   | 17e         | 1e ronde: V van NOR Skauen: punten 2e ronde: V van NED Piek: punten                                       |
| Robert Clark     | -73kg (m)   | 19e         | 1e ronde: V van ITA Benedetti: punten 2e ronde: W van LUX Philippe: punten 3e ronde: V van SUI Hirschbühl |
| Ronald Hunt      | -79kg (m)   | 15e         | 1e ronde: V van MAR Haddaoui Khadir 2e ronde: V van NOR Barlie                                            |

### Zeilen
| Olympiër                                        | Discipline      | Resultaat | Prestatie                           |
| ----------------------------------------------- | --------------- | --------- | ----------------------------------- |
| Peter Jones Barrett                             | finn            | 11e       | 3976 punten: (DNF-17-7-11-6-20-5)   |
| Hans Peter Fürst                                | finn            | 17e       | 3413 punten: (19-12-13-4-11-22-28)  |
| Ronald G. Jenyns                                | finn            | 4e        | 5758 punten: (6-6-DNF-6-2-3-10)     |
| Ian Palmer Rolly Tasker                         | flying dutchman | 18e       | 2845 punten: (17-11-19-9-8-20-23)   |
| Jack Downey Robert French                       | star            | 18e       | 1736 punten: (13-21-20-21-21-10-20) |
| Harold Brooke Alan J. Cain John Coon            | dragon          | 11e       | 3733 punten: (8-10-8-6-15-19-5)     |
| David Jr. Bingham Jock Sturrock Ernest Wagstaff | 5,5m            | 10e       | 2959 punten: (4-12-2-13-14-12-18)   |

### Zwemmen
| Olympiër                                                  | Discipline            | Resultaat | Prestatie                                                                    |
| --------------------------------------------------------- | --------------------- | --------- | ---------------------------------------------------------------------------- |
| John Devitt                                               | 100m vrije slag (m)   | Goud      | serie 2: 1e in 56,0 halve finale 2: 1e in 55,8 finale: 1e in 55,2 (OR)       |
| Jon Henricks                                              | 100m vrije slag (m)   | 12e       | serie 5: 1e in 56,9 halve finale 2: 4e in 57,2                               |
| John Konrads                                              | 400m vrije slag (m)   | Brons     | serie 2: 1e in 4.24,3 finale: 3e in 4.21,8                                   |
| Murray Rose                                               | 400m vrije slag (m)   | Goud      | serie 4: 1e in 4.22,5 finale: 1e in 4.18,3 (OR)                              |
| John Konrads                                              | 1500m vrije slag (m)  | Goud      | serie 4: 1e in 17.52,0 finale: 1e in 17.19,6 (OR)                            |
| Murray Rose                                               | 1500m vrije slag (m)  | Zilver    | serie 5: 1e in 17.32,8 finale: 2e in 17.21,7                                 |
| John Monckton                                             | 100m rugslag (m)      | 7e        | serie 1: 1e in 1.04,4 halve finale 1: 4e in 1.03,8 finale: 7e in 1.04,1      |
| David Theile                                              | 100m rugslag (m)      | Goud      | serie 4: 1e in 1.03,1 halve finale 1: 1e in 1.03,1 finale: 1e in 1.01,9 (OR) |
| William Burton                                            | 200m schoolslag (m)   | 19e       | serie 6: 4e in 2.43,9                                                        |
| Terry Gathercole                                          | 200m schoolslag (m)   | 6e        | serie 4: 2e in 2.41,7 halve finale 2: 1e in 2.39,1 finale: 6e in 2.40,2      |
| Kevin Berry                                               | 200m vlinderslag (m)  | 6e        | serie 5: 1e in 2.18,9 halve finale 1: 4e in 2.23,1 finale: 6e in 2.18,5      |
| Neville Hayes                                             | 200m vlinderslag (m)  | Zilver    | serie 4: 1e in 2.18,1 halve finale 1: 2e in 2.21,6 finale: 2e in 2.14,6      |
| John Devitt David Dickson John Konrads Murray Rose        | 4x200m vrije slag (m) | Brons     | serie 2: 2e in 8.24,2 finale: 3e in 8.13,8                                   |
| Terry Gathercole Neville Hayes Geoff Shipton David Theile | 4x100m wisselslag (m) | Zilver    | serie 1: 1e in 4.14,8 finale: 2e in 4.12,0                                   |
|                                                           |                       |           |                                                                              |
| Dawn Fraser                                               | 100m vrije slag (v)   | Goud      | serie 2: 1e in 1.02,1 halve finale 2: 1e in 1.01,4 finale: 1e in 1.01,2 (OR) |
| Ilsa Konrads                                              | 100m vrije slag (v)   | 9e        | serie 1: 1e in 1.04,2 halve finale 1: 4e in 1.04,7                           |
| Dawn Fraser                                               | 400m vrije slag (v)   | 5e        | serie 3: 3e in 4.57,6 finale: 5e in 4.58,5                                   |
| Ilsa Konrads                                              | 400m vrije slag (v)   | 4e        | serie 2: 1e in 4.59,2 finale: 4e in 4.57,9                                   |
| Gerganiya Beckitt                                         | 100m rugslag (v)      | 14e       | serie 1: 5e in 1.13,7                                                        |
| Marilyn Wilson                                            | 100m rugslag (v)      | 15e       | serie 2: 4e in 1.13,8                                                        |
| Janet Hogan                                               | 200m schoolslag (v)   | 16e       | serie 4: 5e in 3.00,3                                                        |
| Rosemary Lassig                                           | 200m schoolslag (v)   | 11e       | serie 1: 2e in 2.57,4                                                        |
| Jan Andrew                                                | 100m vlinderslag (v)  | Brons     | serie 1: 2e in 1.10,3 finale: 3e in 1.12,2                                   |
| Dawn Fraser                                               | 100m vlinderslag (v)  | DNS       | serie 2: niet gestart                                                        |
| Alva Colquhoun Lorraine Crapp Dawn Fraser Ilsa Konrads    | 4x100m vrije slag (v) | Zilver    | serie 2: 1e in 4.17,6 finale: 2e in 4.11,3                                   |
| Jan Andrew Dawn Fraser Rosemary Lassig Marilyn Wilson     | 4x100m wisselslag (v) | Zilver    | serie 2: 4e in 4.55,7 finale: 2e in 4.45,9                                   |

Afghanistan · Argentinië · Australië · Bahama's · België · Bermuda · Birma · Brazilië · Brits-Guiana · Bulgarije · Canada · Ceylon · Chili · Colombia · Cuba · Denemarken · Duits eenheidsteam · Ethiopië · Fiji · Filipijnen · Finland · Frankrijk · Ghana · Griekenland · Groot-Brittannië · Haïti · Hongarije · Hongkong · Ierland · IJsland · India · Indonesië · Irak · Iran · Israël · Italië · Japan · Joegoslavië · Kenia · Libanon · Liberia · Liechtenstein · Luxemburg · Malakka · Malta · Marokko · Mexico · Monaco · Nederland · Nederlandse Antillen · Nieuw-Zeeland · Nigeria · Noorwegen · Oeganda · Oostenrijk · Pakistan · Panama · Peru · Polen · Portugal · Puerto Rico · Roemenië · San Marino · Singapore · Soedan · Sovjet-Unie · Spanje · Suriname · Taiwan · Thailand · Tsjecho-Slowakije · Tunesië · Turkije · Uruguay · Venezuela · Verenigde Arabische Republiek · Verenigde Staten · Vietnam · West-Indische Federatie · Zuid-Afrika · Zuid-Korea · Zuid-Rhodesië · Zweden · Zwitserland